# Puchar Vojko Herksela
Puchar Vojko Herksela znany wcześniej jako Puchar Ligi Adriatyckiej lub WABA Cup (ang. Women’s Adriatic Basketball Association Cup) – cykliczne międzynarodowe rozgrywki koszykarskie kobiet, organizowane corocznie (co sezon) w latach 2006–2010 przez Women’s Adriatic Basketball Association (Adriatyckie Stowarzyszenie Koszykówki Kobiet). 
W 2007 zmieniono nazwę pucharu, aby uhonorować byłego dyrektora Ligi Adriatyckiej - Vojko Herksela, który zmarł w tym samym roku. W rozgrywkach brały udział zespoły z terenów byłej Jugosławii (Chorwacja, Serbia, Słowenia, Czarnogóra, Bośnia i Hercegowina). Puchar był rozgrywany na początku sezonu zasadniczego rozgrywek koszykarskich w Europie, przełomie września, października lub listopada i trwał dwa lub trzy dni. 

## Finały
| Rok  | Gospodarz      | Finał                     | Finał | Finał                     | Finał           |
| Rok  | Gospodarz      | Zwycięzca                 | Wynik | Finalista                 | MVP finału      |
| ---- | -------------- | ------------------------- | ----- | ------------------------- | --------------- |
| 2006 | bd             | Szybenik Jolly            | 72–69 | Gospić Croatia Osiguranje | bd              |
| 2007 | (Bijelo Polje) | Szybenik Jolly            | bd    | Gospić Croatia Osiguranje | bd              |
| 2008 | (Szybenik)     | Gospić Croatia Osiguranje | 77–74 | Szybenik Jolly            | Marija Vrsaljko |
| 2009 | (Gospić)       | Szybenik Jolly            | 85–75 | Gospić Croatia Osiguranje | bd              |
| 2010 | (Gospić)       | Szybenik Jolly            | 85–69 | Gospić                    | bd              |

## Zwycięzcy
| Klub     | Zwycięzcy | Finaliści | Zwycięskie lata        | Przegrane finały       |
| -------- | --------- | --------- | ---------------------- | ---------------------- |
| Szybenik | 4         | 1         | 2006, 2007, 2009, 2010 | 2008                   |
| Gospić   | 1         | 4         | 2008                   | 2006, 2007, 2009, 2010 |